# 伊朗总统
伊朗总统（羅馬化：Rayis Jomhur-e Irān）是伊朗伊斯兰共和国的政府首脑。根据《伊朗伊斯兰共和国宪法》，總統是僅次於最高領袖的國家官員，是总揽政府行政權的最高首長。一般也被视为伊朗政策的实际決策者之一，但其地位在伊朗最高領袖之下，后者在伊朗国内乃至整个伊斯兰世界的什叶派中有着更高的地位和更强的号召力。1989年6月伊朗首任國家最高宗教領袖霍梅尼逝世后，由时任总统哈梅内伊繼任至今。与任职终身的最高領袖不同，由伊朗全民直接选举所产生的伊朗总统，任期4年，可连任一届。在法律上，只要是穆斯林的伊朗公民均可作为候选人。

## 產生過程
總統選舉事務均由內政部及各級行政機關具體執行，憲法監護委員會（憲監會）負責監督。伊朗憲法規定，新一屆總統選舉必須在上屆總統任期結束前的一個月內完成。選舉每4年舉行一次，由公民直接投票選舉產生。根據憲法，16歲以上的伊朗公民擁有投票權。

### 選舉程序
伊朗大選通常的程序包括候選人報名登記、憲監會進行資格審查、總統候選人展開競選活動、公民投票選舉等幾個步驟。
報名登記一般在上屆總統任期結束前3個月開始，由內政部辦理。報名登記工作結束後，內政部將所有報名參加總統選舉的人選情況彙總，提交憲監會。
憲監會在規定的時間內，根據憲法規定的總統候選人條件，對所有報名者進行篩選，最終確定總統候選人名單。
總統候選人名單確定後，候選人即可展開競選活動，時間持續到選舉投票前24小時。
最後進入公民投票程序。憲監會和選舉委員會要向全國各地投票站指派監督員，具體負責監督投票情況、封存投票箱和監督選票統計等工作。

### 確認程序
根據選舉結果，獲得全部選票50%以上的候選人將贏得選舉。如果在首輪選舉中，沒有一名總統候選人的得票率超過50%，則得票數居前兩位的總統候選人將進入第二輪選舉。在第二輪選舉中，獲得多數選票的總統候選人將贏得選舉。選舉結果由選舉委員會公佈後必須得到憲監會的認可。憲監會在證據確鑿的情況下有權宣佈某個選區乃至整個選舉結果無效。
在得到憲監會確認後，最終勝出者還必須得到伊朗最高領袖的任命。只有得到領袖的委任函，當選總統方能正式宣誓就職。根據規定，總統宣誓，必須在伊朗議會進行。

## 历任总统

### 在世前任总统
| 姓名                    | 图片 | 出生日期       | 上任日期       | 離任日期      |
| ----------------------- | ---- | -------------- | -------------- | ------------- |
| 阿里·哈梅内伊           |      | 1939年4月19日  | 1981年10月13日 | 1989年8月3日  |
| 穆罕默德·哈塔米         |      | 1943年9月29日  | 1997年8月2日   | 2005年8月3日  |
| 马哈茂德·艾哈迈迪内贾德 |      | 1956年10月28日 | 2005年8月3日   | 2013年8月3日  |
| 哈桑·鲁哈尼             |      | 1948年11月12日 | 2013年8月3日   | 2021年8月3日  |
| 穆罕默德·穆赫贝尔       |      | 1955年9月1日   | 2024年5月19日  | 2024年7月28日 |

最近去世的一位前任伊朗总统是易卜拉欣·莱希，他于2024年5月19日在空難殉職，终年63岁。